# North Carolina Speedway

Mapa del óvalo de Rockingham Speedway.

North Carolina Speedway (desde 2007: Rockingham Speedway, apodado The Rock, "La Roca") es un óvalo de 1,017 millas (1.637 metros) de longitud situado en la población de Rockingham, Carolina del Norte, Estados Unidos, cerca de los óvalos de Charlotte y Darlington. Fue inaugurado en 1965 con el nombre North Carolina Motor Speedway y un formato de dos curvas ligeramente peraltadas. En 1969, la pista fue reconfigurada a una D cuyas curvas superan los 20 grados de peralte.
La superficie de pista es de las más abrasivas de la NASCAR Cup Series, que solía disputar cada año una carrera en febrero o marzo y otra en noviembre. Ambas duraban inicialmente 500 millas (800 km), y fueron recortadas a 400 millas (640 km) en 1996 y 1995 respectivamente. La Busch Series corría allí desde mediados de la década de 1980 dos carreras de 200 millas (320 km) cada una.
Penske compró las instalaciones en 1996, durante cuyo proceso su nombre perdió la palabra "Motor". Después de que International Speedway Corporation comprara la división de circuitos de carreras de Penske, la fecha otoñal de North Carolina en la NASCAR Cup Series fue transferida en 2003 a California Speedway, que pertenece a la misma empresa. Como consecuencia de que no se agotaran las entradas de las carreras de febrero en 2003 y 2004, la pista dejó de recibir a la NASCAR. Una demanda que Speedway Motorsports presentó a International Speedway Corporation para que la Copa NASCAR corriera dos veces por año en Texas Motor Speedway tuvo como secuela la venta de North Carolina a Speedway Motorsports en 2004, bajo la promesa de que la empresa no organizara carreras de la NASCAR allí.
Desde entonces, North Carolina ha servido como pista de pruebas de la NASCAR, en particular desde que en 2009 se prohibiera utilizar pistas que estén presentes en el calendario de cualquiera de las tres divisiones nacionales. Andy Hillenburg compró la pista a fines de 2007 y la renombró a Rockingham Speedway, por lo cual el Automobile Racing Club of America lo visitó desde 2008 hasta 2010, y la USAR Pro Cup Series desde 2008 hasta 2011. En 2012, North Carolina recibió a dos categorías menores de la NASCAR: la NASCAR Truck Series y la NASCAR East Series.
Asimismo, cerca de la recta opuesta del óvalo principal se añadió un segundo óvalo de 0,525 millas (845 metros), apodado Little Rock ("Pequeña Roca"), para que los equipos de las NASCAR practiquen previo a las carreras de Martinsville, cuyo trazado es muy similar. También se recuperó el circuito mixto, que se había eliminado luego de que Penske comprara las instalaciones.

## Ganadores recientes
| Año       | Cup Series (primera) | Cup Series (segunda) | Busch Series (primera) | Busch Series (segunda) | Truck Series |
| --------- | -------------------- | -------------------- | ---------------------- | ---------------------- | ------------ |
| 1990      | Kyle Petty           | Alan Kulwicki        | Dale Earnhardt         | Steve Grissom          | -            |
| 1991      | Kyle Petty           | Davey Allison        | Dale Jarrett           | Ernie Irvan            | -            |
| 1992      | Bill Elliott         | Kyle Petty           | Ward Burton            | Mark Martin            | -            |
| 1993      | Rusty Wallace        | Rusty Wallace        | Mark Martin            | Mark Martin            | -            |
| 1994      | Rusty Wallace        | Dale Earnhardt       | Terry Labonte          | Mark Martin            | -            |
| 1995      | Jeff Gordon          | Ward Burton          | Chad Little            | Todd Bodine            | -            |
| 1996      | Dale Earnhardt       | Ricky Rudd           | Mark Martin            | Mark Martin            | -            |
| 1997      | Jeff Gordon          | Bobby Hamilton       | Mark Martin            | Mark Martin            | -            |
| 1998      | Jeff Gordon          | Jeff Gordon          | Matt Kenseth           | Elliott Sadler         | -            |
| 1999      | Mark Martin          | Jeff Burton          | Jeff Burton            | Mark Martin            | -            |
| 2000      | Bobby Labonte        | Dale Jarrett         | Mark Martin            | Jeff Green             | -            |
| 2001      | Steve Park           | Joe Nemechek         | Todd Bodine            | Kenny Wallace          | -            |
| 2002      | Matt Kenseth         | Johnny Benson        | Jason Keller           | Jamie McMurray         | -            |
| 2003      | Dale Jarrett         | Bill Elliott         | Jamie McMurray         | Jamie McMurray         | -            |
| 2004      | Matt Kenseth         | -                    | Jamie McMurray         | -                      | -            |
| 2005-2011 | No compitió          | No compitió          | No compitió            | No compitió            | No compitió  |
| 2012      | -                    | -                    | -                      | -                      | Kasey Kahne  |
| 2013      | -                    | -                    | -                      | -                      | Kyle Larson  |